# José Luis Cabezas
José Luis Cabezas (Wilde, Argentina; 28 de novembre de 1961 - General Juan Madariaga, Argentina; 25 de gener de 1997) va ser un reporter gràfic i fotògraf argentí.
El seu homicidi es va convertir en el major emblema de la lluita de la premsa argentina darrere de la llibertat d'expressió. La repercussió va derivar en canvis en el gabinet del llavors president Carlos Menem, i en les derrotes del Partit Justicialista a les eleccions legislatives d'aquest any i en les presidencials de 1999, el candidat dels quals va ser el fins llavors governador de la Província de Buenos Aires, Eduardo Duhalde.

## Biografia
Va començar el seu treball com a reporter gràfic a la revista Noticias en 1989, des d'aquest any fins a la seva mort va retratar als personatges de l'Argentina.
Va obtenir el premi Pléyade a la millor fotografia periodística de 1995 on va fotografiar al capellà José Fernández en la rèplica del cementiri Darwin de l'illa Soledad, a Pilar, com a homenatge als soldats argentins caiguts en la guerra de Malvines.
En l'estiu de 1996 va obtenir les primeres fotos públiques de l'empresari Alfredo Yabrán, que no permetia als mitjans treure-li fotos. L'empresari era objecte d'una recerca periodística sobre la seva presumpta implicació en casos de corrupció política i havia estat acusat pel llavors ministre Domingo Cavallo de ser «cap d'una màfia enquistada en el poder». La foto de Yabrán va ser portada de la revista Noticias el 3 de març de 1996.
En l'estiu de 1997, es trobava realitzant la cobertura de la temporada d'estiu en Pinamar, on estiuejaven polítics i empresaris. L’acompanyava Gabriel Michi, qui després seria president del Fòrum pel Periodisme Argentí (FOPEA). Conduïen un Ford Fiesta blanc que la revista Notícias els havia llogat per a la cobertura.

## El crim

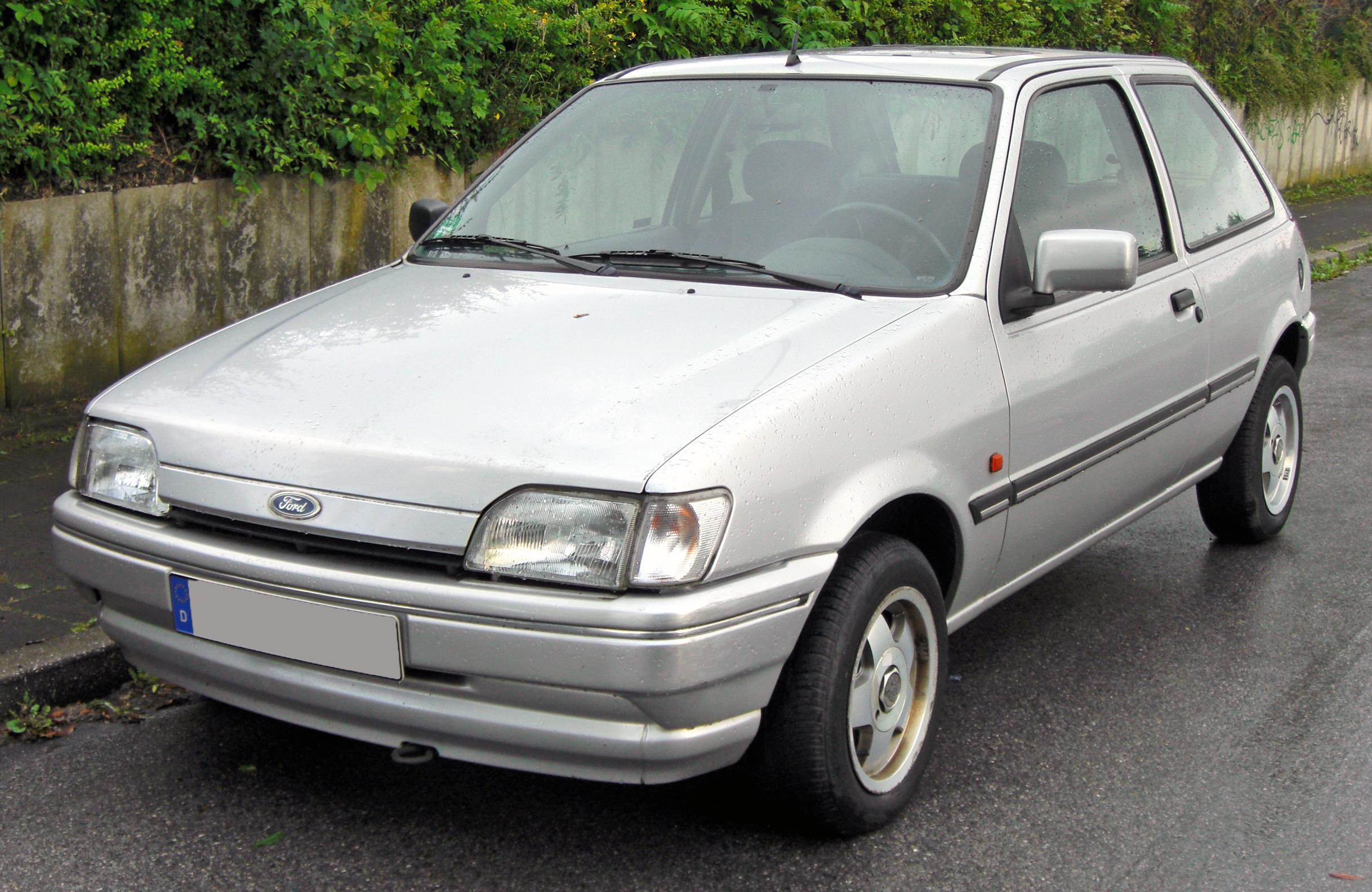
El Ford Fiesta va ser el cotxe incendiat de José Luis Cabezas.

El seu cadàver calcinat va ser trobat en el paratge Los Manantiales, s les proximitats de General Juan Madariaga i a 13 quilòmetres al nord-oest de Pinamar. Es trobava dins d'un cotxe Ford Fiesta incendiat, amb les mans emmanillades a l'esquena i dos trets al capdavant.

### Judici i desenvolupament
El 2 de febrer de 2000, en judici oral i públic, van ser condemnats a presó perpètua els quatre integrants de la banda "Los Horneros" de La Plata: Horacio Braga, José Auge, Sergio González i Héctor Retana, així com Gregorio Ríos, cap de Seguretat d’Alfredo Yabrán, i els policies Sergio Camaratta, Aníbal Luna i Gustavo Prellezo.
Destí dels implicats:
- Gustavo Prellezo, policia, va ser condemnat a presó perpètua però el 23 de setembre de 2010 va ser beneficiat amb presó domiciliària per qüestions de salut.
- Miguel Retana, condemnat, malalt de sida, va morir en 2001.
- Sergio Camaratta, policia de Pinamar, condemnat a presó perpètua. Va morir el 3 d'abril de 2015 després d'una llarga malaltia.
- Aníbal Luna, policia de Pinamar, condemnat a presó perpètua, va ser alliberat al setembre de 2017.[14]
- Gregorio Ríos, cap de custòdia d’Alfredo Yabrán, va ser condemnat com a instigador del crim i se li va rebutjar l'excarceració el desembre de 2006; la seva condemna a perpètua va canviar a 27 anys, en el seu últim període en presó domiciliària.
- José Luis Auge, condemnat a presó perpètua, va ser alliberat en 2004 per reducció de pena a 18 anys i pel dos per un.[15]
- Sergio Gustavo González, condemnat a presó perpètua, va ser alliberat cap a febrer de 2006 per reducció de pena a 20 anys; tal reducció haurà de ser revocada per la Cort Suprema de Justícia.
- Horacio Anselmo Braga, va ser condemnat a 18 anys de presó i alliberat el 25 de gener de 2007; diversos factors van influir: es va beneficiar amb el dos per un (es computa doble cada any de procés sense condemna), va obtenir resultats favorables en els informes psiquiàtrics, va presentar bona conducta, i va pagar una fiança de 20.000 pesos per sortir de la Penitenciaria número 9. Aquest dia, sis mil persones s'ajuntaven en Pinamar per a demanar justícia per Cabezas.
- Alberto Gómez, (àlies) "la Liebre", comissari de Pinamar, condemnat per haver alliberat la zona perquè el crim ocorregués.

Es va revocar la llibertat condicional d'Auge, González i Braga per haver violat els seus termes al no trobar-se aquests en els domicilis informats.

## Llegat

### Polític
L'assassinat va ocórrer durant la governació d’ Eduardo Duhalde en la Província de Buenos Aires, i va ser vist com un possible «missatge mafiós» de la policia de la província de Buenos Aires cap a la seva gestió: «em van llançar un cadàver», afirmaria més tard el governador. El cas va forçar a Duhalde a dividir la policia en 18 parts per a reduir el seu poder.
El president de torn, Carlos Saúl Menem, va prometre esclarir el cas. No obstant això, va rebre fortes crítiques per la possible complicitat en els presumptes negociats investigats.

### Filmografia
L'any 2022, en Netflix, s'estreno un documental dirigit per Alejandro Hartmann, titulat El fotógrafo y el cartero: El crimen de Cabezas, en el qual es mostra la història completa de l'assassinat des de la nit del 24 de gener de 1997, fins a les sentències corresponents.